# 赤かて!白かて!
『グリコドキドキ運動会 赤かて!白かて!』（グリコドキドキうんどうかい あかかて しろかて）は、1968年10月4日から1969年8月1日までフジテレビ系列局で放送されていたフジテレビ製作のゲームバラエティ番組である。江崎グリコとグリコ協同乳業のグループ単独提供。放送時間は毎週金曜 19:00 - 19:30 （日本標準時）。

## 概要
江崎グリコ提供のアニメシリーズに替わって登場した、家族対抗戦形式の視聴者参加型番組。番組収録は、主に首都圏の公会堂で行われていた。
番組には毎回父親・母親・子供の計3人で構成の家族チームが6組出場し（うち1組は芸能人家族）、その中の2組ずつがゲームで競っていた。ゲームに挑戦するのは母親と子供で、彼女たちが「着ぶくれゲーム」「お手々ひかれてゲーム」などに挑戦している間、父親は「ドキドキ・パック」と呼ばれる透明ケースの中に入っていた。一定時間が経つと、ロケットの模型がドキドキ・パックの横にある逆J型のレールに沿って進んでいき、父親の頭上にある風船を割ろうとするため、出場者たちはそれを割られないようにコントロールしながらゲームを続けていた。勝利を収めた家族は別の家族とも対戦を繰り広げ、全勝した家族には豪華賞品が贈られた。
番組初回で行われたのは芸能人家族による「ゲスト大会」で、南都雄二一家、青空うれし・たのし両一家、茶川一郎一家、四代目三遊亭金馬一家、四代目桂米丸一家が出場した。この回の収録は、当時東京都江東区にあった旧江東公会堂で行われた。

## 司会
- 鈴木やすし - 全ての回に出演。
- 水垣洋子 - 前期の出演者。
- 渡辺直子 - 後期の出演者。

## テーマ曲
主題歌「赤かて！白かて！」
作詞：若松静夫 / 作曲：淡の圭一 / 歌：鈴木やすし、水垣洋子、コロムビアゆりかご会
副主題歌「ドキドキ音頭」
作詞：若松静夫 / 作曲：淡の圭一 / 歌：鈴木やすし、コロムビアゆりかご会
この2曲を収録したシングルレコードは、日本コロムビアから発売（規格品番：SCS-69）。コロムビアミュージックエンタテインメントから発売された『昭和キッズTVシングルスVol.2』に収録されている。

## ネット局
特記の無い限り全て放送時間は金曜 19:00 - 19:30、同時ネット。
- フジテレビ（制作局）
- 札幌テレビ[1]
- 青森放送[2]
- 秋田放送[2]
- 山形放送[3]
- 岩手放送：水曜 18:00 - 18:30[4]
- 仙台放送[3]
- 福島テレビ[3]
- 新潟放送：金曜 18:00 - 18:30[5]
- 北日本放送（放送開始から1969年3月28日まで）[6]
  - 富山テレビ（開局後の1969年4月4日からネット開始）[7]
- 北陸放送（放送開始から1969年3月28日まで）[6]
  - 石川テレビ（開局後の1969年4月4日からネット開始）[7]
- 福井放送[8]
- 信越放送（放送開始から1969年3月まで）[9]
  - 長野放送（1969年4月開局から正式にネット開始）[10]
- 山梨放送[11]
- 静岡放送[12]
- 東海テレビ[13]
- 関西テレビ[14]
- 日本海テレビ[15]
- 西日本放送[16]
- 広島テレビ[16]
- 山口放送[17]
- 四国放送[18]
- 南海放送[17]
- 高知放送[17]
- テレビ西日本[19]
- サガテレビ（1969年4月開局時から）[19]
- 長崎放送[20]
- 熊本放送（放送開始から1969年3月まで）[21]
  - テレビ熊本（1969年4月開局時から）[20]
- 大分放送[17]
- 宮崎放送[22]
- 南日本放送[22]